# Brasil nos Jogos Paralímpicos de Verão de 2000
O Brasil participou dos Jogos Paralímpicos de Verão de 2000, realizados em Sydney, na Austrália.